# Бука (Семёновский район)
Бука (укр. Бука) — бывший хутор в Семёновском районе Черниговской области Украины. Хутор был подчинен Машевскому сельсовету.

## История
На 1920 год был хутором, который вошёл в земельное общество села Машево. Весной 1930 года был организован колхоз «Весёлые всходы» куда вошёл хутор.
По состоянию на 1986 год хутор был обозначен как несколько отдельно стоящих дворов, указано кладбище. Решением Черниговского областного совета в 1980-е года хутор снят с учёта.

## География
Был расположен южнее села Машево на правом берегу реки Одра.